# Federação Catalã de Futebol
O futebol catalão é gerido pela Federação Catalã de Futebol, (Federació Catalana de Futbol em catalão) constituída a 30 de novembro de 1900, e com sede em Barcelona. Desde a sua fundação até 1940 foi encarregada de organizar o Campeonato Catalão de Futebol.  Atualmente organiza todas as ligas regionais por baixo do Grupo V da Terceira Divisão bem como a Copa Catalunha e a seleção nacional masculina. Em futebol feminino, organiza todas as ligas regionais por baixo da Preferente Feminina Catalã, além da Copa Catalunha feminina e a seleção feminina. Desde 2009 também é a encarregada de organizar o Troféu Catalunya Internacional. Faz parte da União de Federações Desportivas da Catalunha.

## Presidentes
| - 1900–1904: Eduard Alesson - 1904–1905: Josep de Togores - 1905–1906: Josep Soler - 1906: Udo Steinberg - 1906–1908: Isidre Lloret - 1908–1909: Juli Marial - 1909: Rafael Degollada - 1909–1910: Albert Serra - 1910–1911: Eugeni Beltri - 1911–1912: Normand J. Cinnamond - 1912–1913: Josep Maria Tarruella - 1913: Josep Preckler - 1913: Francesc de Moxó - 1913: Narcís Masferrer - 1913–1914: Narcís Deop - 1914–1915: Josep Maria Tallada - 1915: Ricard Cabot - 1915–1916: Joaquim Peris de Vargas - 1916–1918: Gaspar Rosés - 1918–1919: Josep Germà - 1919–1920: Josep Rosich - 1920–1921: Josep Julinès - 1921–1922: Josep Soto - 1922–1923: Josep Buchs - 1923–1926: Ricard Cabot - 1926–1929: Josep Rosich - 1929–1930: Josep Sunyol |  | - 1930–1931: Josep Plantada - 1931–1934: Francesc Costa - 1934–1936: Joan Baptista Roca - 1936–1937: Ramon Eroes - 1937–1939: Josep Guàrdia - 1939–1940: Francesc Jover - 1940–1945: Javier de Mendoza - 1945–1946: Agustí Pujol - 1946–1947: Francisco Sáinz - 1947: Ramon Capdevila - 1947–1950: Agustí Pujol - 1950–1953: Agustí Arañó - 1953–1954: Francisco Giménez Salinas - 1954: Agustí Pujol - 1954–1956: Agustí Pujol - 1956–1957: Narcís de Carreras - 1957: Ramon Capdevila - 1957–1961: Francisco Roman - 1961–1964: Antoni J. de Capmany - 1964–1975: Pablo Porta - 1975–1989: Antoni Guasch - 1989–2001: Antoni Puyol - 2001–2005: Jaume Roura - 2005: Josep Maria Vallbona - 2005–2009: Jordi Roche - 2009–2011: Jordi Casals - 2011–2018: Andreu Subíes - 2018–atualidade: Joan Soteras |